# Stazione di Gragnano
La stazione di Gragnano è il capolinea della linea Torre Annunziata-Gragnano e serve le città di Gragnano, Casola di Napoli e Lettere.

## Storia
La stazione di Gragnano venne inaugurata il 4 maggio 1885, insieme al tratto di ferrovia che proveniva da Castellammare di Stabia. Fin dall'apertura godette sia di un ottimo traffico passeggeri che merci, dovuto anche al trasporto di grano e di pasta, visto che nelle vicinanze si trovavano numerosi pastifici. Con il boom della motorizzazione e la crisi dell'industriale, la stazione ne risentì a tal punto che non venne più effettuato servizio merci e allo stesso tempo il traffico passeggeri scese drasticamente. Nel 2008 gli esterni del fabbricato viaggiatori vennero ristrutturati mentre all'interno dello scalo è stata installata la nuova segnaletica.
La stazione è inattiva dal 12 dicembre 2010, data della soppressione del servizio ferroviario sulla linea Castellammare di Stabia-Gragnano. Gli impianti restano tuttavia formalmente attivi.

## Strutture e impianti
Il fabbricato viaggiatori è su due livelli, dalla classica colorazione in rosso pompeiano, ma non offre alcun servizio ai viaggiatori in quanto è chiuso, mentre il piano superiore è adibito ad abitazione privata. I binari, attualmente, sono due tronchi, anche se solo il primo viene usato: le banchine sono due e collegate tramite passerella sui binari. È presente uno scalo merci, con anche un fabbricato, ma il tutto è ormai inutilizzato da anni.

## Movimento
Attualmente tutti i treni sono stati sostituiti con bus. Non viene effettuato traffico merci.

## Servizi
La stazione dispone di:
- Fermata autolinee